# Линкольн (округ, Джорджия)
Ли́нкольн (англ. Lincoln County) — округ штата Джорджия, США. Население округа на 2000 год составляло 8348 человек. Административный центр округа — город Линкольнтон.

## История
Округ Линкольн основан в 1796 году.

## География
Округ занимает площадь 546.5 км2.

## Демография
Согласно Бюро переписи населения США, в округе Линкольн в 2000 году проживало 8348 человек. Плотность населения составляла 15.3 человек на квадратный километр.